# Stenoderma rufum
Stenoderma rufum là một loài động vật có vú thuộc chi đơn loài Stenoderma trong họ Dơi mũi lá, bộ Dơi. Chúng được E. Geoffroy mô tả cấp chi năm 1818 và Desmarest mô tả cấp loài năm 1820.

## Hình ảnh

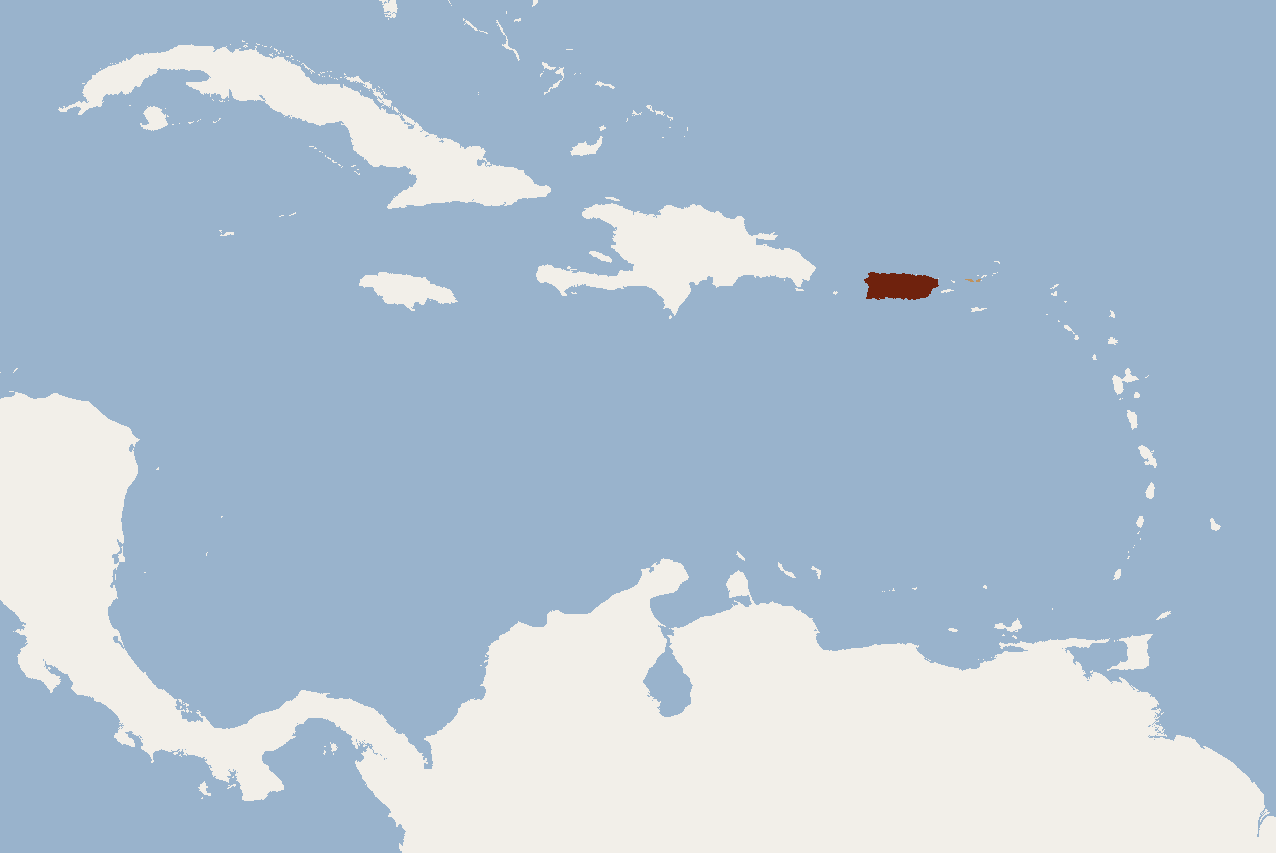

## Phân loài
- Stenoderma rufum rufum
- †Stenoderma rufum anthonyi
- Stenoderma rufum darioi